# Wietrzenie

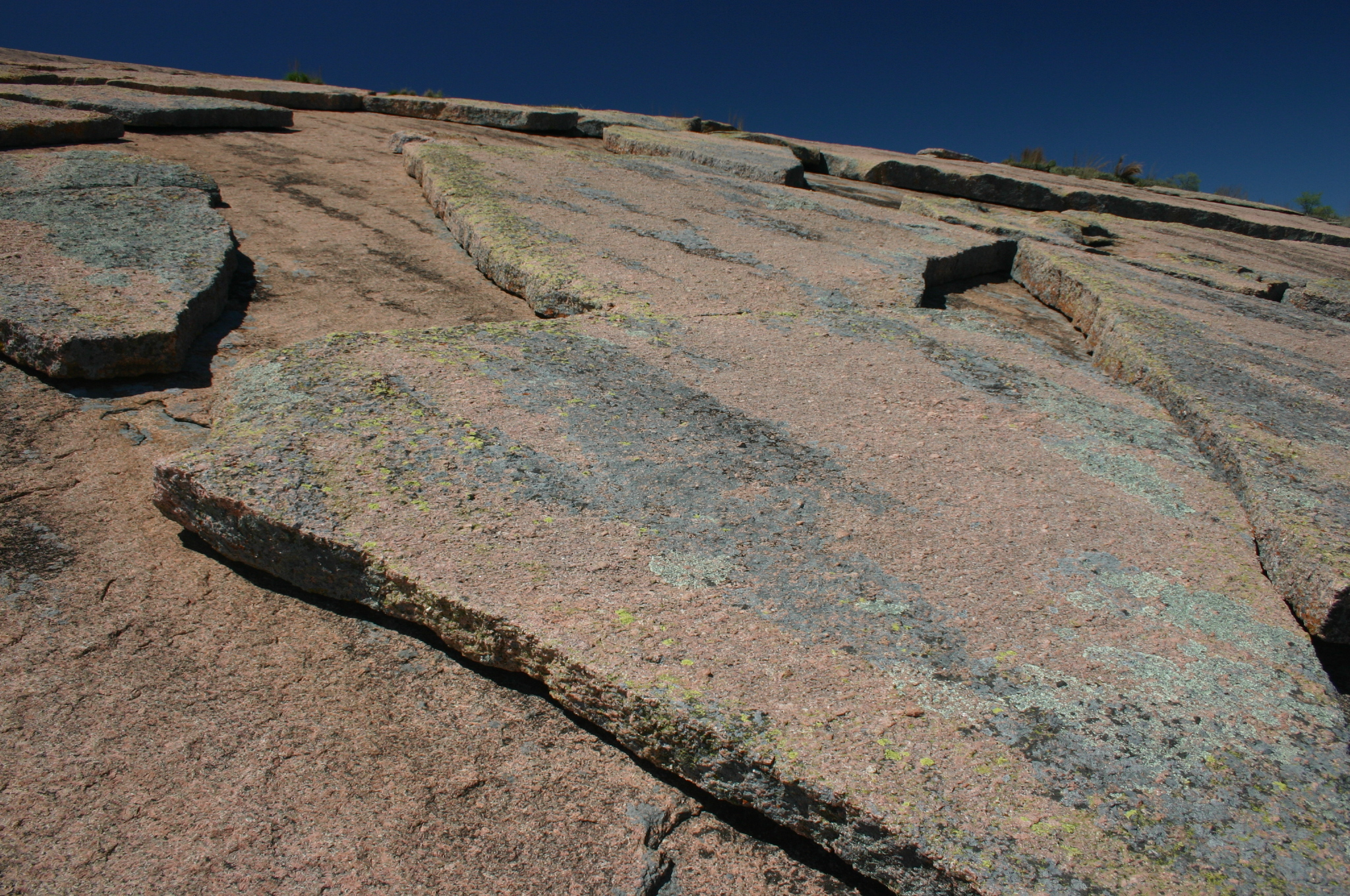
Zwietrzały granit

Wietrzenie – rozpad mechaniczny i rozkład chemiczny skał wskutek działania energii słonecznej, powietrza, wody i organizmów. Zachodzi na powierzchni Ziemi i w jej powierzchniowej strefie zwanej strefą wietrzenia (głębokość od kilku do kilkudziesięciu metrów).
Produktami wietrzenia są między innymi: zwietrzelina, rumowisko, glina, arkoza.

## Odmiany wietrzenia
Wietrzenie można podzielić na:
- fizyczne (mechaniczne) – rozpad skały bez zmiany jej składu chemicznego, zachodzi przy częstych zmianach temperatury i wilgotności (głównie w klimacie umiarkowanym),
- chemiczne – rozkład skały przy zmianie jej składu chemicznego, niezbędnym warunkiem do jego zaistnienia jest obecność wody, głównymi czynnikami wietrzenia chemicznego są: woda opadowa, dwutlenek węgla, tlen oraz azot,
- biologiczne – to rozpad i rozkład skały pod wpływem działania organizmów żywych (często nie wyróżnia się wietrzenia biologicznego jako oddzielnego działu, uznaje się je jako wchodzące w skład wietrzenia fizycznego i chemicznego).

## Wietrzenie fizyczne
Rozsadzanie skał spowodowane jest dobowymi wahaniami temperatury. W ciągu dnia, wskutek działania promieni słonecznych nagrzewa i rozszerza się zewnętrzna, cienka powłoka skały. W nocy, w wyniku obniżania temperatury, powłoka kurczy się, powodując znaczne naprężenia pomiędzy wystawioną na bezpośrednie oddziaływanie temperatury, zewnętrzną częścią, a resztą skały.
Wysokie dobowe zmiany temperatury prowadzą do występowania wielkich naprężeń, odpęknięcia i odpadania zewnętrznych części skały. Zjawisko eksfoliacji najczęściej zaobserwować można w górach, na stepach i pustyniach, obszarach pozostających pod wpływem klimatów kontynentalnych.
Rodzaje wietrzenia fizycznego:
- mrozowe (zamróz, kongelacja): woda zamarzając w szczelinach skalnych zwiększa swoją objętość o ok. 9% rozsadzając skałę; produkty: rumowiska skalne, gołoborza, pył
- insolacyjne (termiczne, słoneczne): charakterystyczne dla obszarów o dużych amplitudach dobowych temperatur; intensywnie przebiega w przypadku skał ciemniejszych; może występować w dwóch formach: rozpad ziarnisty na skutek różnej rozszerzalności cieplnej oraz wietrzenia skorupowego (łuszczenie się skały), czyli odrywanie przypowierzchniowej warstwy skalnej, która była najbardziej narażona na wahania temperatury
- eksudacja (solne): krystalizująca w szczelinach skalnych sól, podobnie jak woda, zwiększa swoją objętość i rozsadza skałę; gdy proces zachodzi na powierzchni skały, tworzą się polewy i skorupy zwane lakierem pustynnym
- deflokulacja (ilaste): skały ilaste mają właściwości higroskopijne, pod wpływem wody znacznie pęcznieją; gdy woda odparowuje, skały kruszeją i powstają szczeliny

## Wietrzenie chemiczne
- solucja (rozpuszczanie): skały takie jak gipsy, chlorki, dolomity, wapienie rozpuszczają się całkowicie, natomiast margle, piaskowce ulegają częściowemu rozpuszczeniu, w czasie rozpuszczania zachodzi proces solwatacji – łączenie się cząstek rozpuszczalnika z cząsteczkami substancji rozpuszczanej.
- ługowanie: proces rozpuszczania i wymywania minerałów.  Przykładem jest węglan wapnia, który w połączeniu z wodą zawierającą dwutlenek węgla przechodzi w łatwo rozpuszczalny wodorowęglan wapnia, wypłukiwany przez wodę.
- hydroliza: zachodzi pod wpływem wody i powoduje rozpad minerałów na części zasadowe i kwaśne, które łatwiej erodują. Dotyczy głównie krzemianów oraz skaleni.
- hydratacja (uwodnienie): przemiana minerałów bezwodnych w słabo uwodnione, nie niszczy minerałów, ale zmienia ich właściwosci fizyczne np. suche iły – zwięzłe, uwilgotnione – wzrasta objętość, spada spoistość; czerwony bezwodny hematyt w połączeniu z wodą daje mniej zwięzły żółty limonit; anhydryt po połączeniu z wodą daje gips.
- karbonatyzacja (uwęglanowienie): przekształcenie minerałów (głównie krzemianów i glinokrzemianów) w węglany.
- oksydacja (utlenienie): minerały łączą się z tlenem np. zamiana siarczków na siarczany.
- redukcja: pozyskiwanie elektronów walencyjnych, zmiana formy utlenienia związku z wyższego poziomu na niższy.
- chelatyzacja: proces produkcji przez organizmy substancji organicznych (np. hemoglobina, chlorofil, kwasy humusowe i fulwowe), w centrum związku występuje metal, który jest związany z pierwiastkami C,N,H,O, proces ten powoduje dekompozycje skał, które zawierają w swym składzie metale.

## Wietrzenie biologiczne (organiczne)
- mechaniczne: korzenie roślin wciskają się w szczeliny skalne i rozpychają je
- chemiczne: działanie substancji organicznych będących produktami zwierzęcymi lub roślinnych
- działanie bakterii: np. bakterie beztlenowe zamieniają gips w siarkę
- działanie zwierząt ryjących: przedostawanie się wody przez nory i korytarze wspomaga wietrzenie chemiczne

Produktem wietrzenia (zarówno fizycznego, jak i chemicznego) jest zwietrzelina.
Intensywność i charakter wietrzenia zależą od rodzaju skały oraz od warunków klimatycznych (głównie od ilości wody oraz temperatury). W klimacie suchym (pustynnym) przeważa wietrzenie fizyczne. W klimacie gorącym i wilgotnym – wietrzenie chemiczne. W wyniku wietrzenia fizycznego tworzą się skały okruchowe, wskutek wietrzenia chemicznego niektóre skały chemiczne jak na przykład boksyty, lateryty, terra rossa.
Procesy wietrzenia ułatwiają erozję. Powodują powstanie gleby i tworzenie swoistych form skalnych.